# Discografia de Mamamoo
O grupo feminino sul-coreano de quatro membros Mamamoo lançou três álbuns de estúdio, dez EPs e dezoito singles desde sua estreia pela RBW (antiga WA Entertainment) em junho de 2014.

## Álbuns

### Álbuns de estúdio
| Título           | Detalhes | Melhores posições nas tabelas | Melhores posições nas tabelas | Vendas        |
| Título           | Detalhes | COR                           | US World                      | Vendas        |
| ---------------- | --- | ----------------------------- | ----------------------------- | ------------- |
| Melting          | - Data: 26 de fevereiro de 2016 - Gravadora: Rainbow Bridge World, CJ E&M - Formato: CD, download digital | 2                             | 12                            | - COR: 43,527 |
| Reality in Black | - Data: 14 de novembro de 2019 - Gravadora: Rainbow Bridge World - Formato: CD, digital | 2                             | 12                            | - COR: 108565 |
| Japonês          | |                               |                               |               |
| 4colors          | - Lançado: 7 de agosto de 2019 - Formato: CD, DVD, download digital Lista de faixas 1. Starry Night (Japanese Ver.) 2. Be Calm (Hwasa) 3. Egotistic (Japanese Ver.) 4. SELFISH (Moonbyul) (feat. Seulgi do Red Velvet) 5. Wind Flower (Japanese Ver.) 6. Hello (Solar) 7. gogobebe (Japanese Ver.) 8. 25 (Wheein) 9. Décalcomanie (Japanese Ver.) 10. You Don't Know Me 11. Sleep Talk 12. Nada Sou Sou (涙そうそう) | —                             | —                             | - JPN: 7,966  |

## EP
| Título        | Detalhes | Melhores posições nas tabelas | Melhores posições nas tabelas | Melhores posições nas tabelas | Vendas                                 |
| Título        | Detalhes | COR                           | US World                      | JPN                           | Vendas                                 |
| ------------- | --- | ----------------------------- | ----------------------------- | ----------------------------- | -------------------------------------- |
| Hello         | - Lançamento: 18 de junho de 2014 - Gravadora: WA Entertainment, CJ E&M - Formato: CD, download digital                | 19                            | —                             | —                             | - COR: 6,198+                          |
| Piano Man     | - Lançamento: 21 de novembro de 2014 - Gravadora: WA Entertainment, CJ E&M - Formato: CD, download digital             | 8                             | —                             | —                             | - COR: 5,932+                          |
| Pink Funky    | - Lançamento: 19 de junho de 2015 - Gravadora: Rainbow Bridge World, CJ E&M - Formato: CD, download digital            | 6                             | 7                             | —                             | - COR: 16,373+                         |
| Memory        | - Lançamento: 7 de novembro de 2016 - Gravadora: Rainbow Bridge World, CJ E&M - Formato: CD, download digital          | 3                             | 12                            | —                             | - COR: 49,275+                         |
| Purple        | - Lançamento: 22 de junho de 2017 - Gravadora: Rainbow Bridge World, CJ E&M - Formato: CD, download digital            | 2                             | 1                             | 237                           | - COR: 51,141+ - US: 1,000+ - JPN: 341 |
| Yellow Flower | - Lançamento: 7 de março de 2018 - Gravadora: Rainbow Bridge World, LOEN Entertainment - Formato: CD, download digital | 1                             | 7                             | —                             | - COR: 50 574                          |
| Red Moon      | - Lançamento: 16 de julho de 2018 - Gravadora: Rainbow Bridge World, Kakao M - Formato: CD, download digital           | 3                             | 4                             | —                             | - COR: 50 003                          |
| Blue;s        | - Lançamento: 29 de novembro de 2018 - Gravadora: Rainbow Bridge World, Kakao M - Formato: CD, download digital        | 7                             | —                             | —                             | - COR: 47 130                          |
| White Wind    | - Lançamento: 14 de março de 2019 - Gravadora: Rainbow Bridge World, Kakao M - Formato: CD, download digital           | 1                             | —                             | —                             | - COR: 69 832                          |